# 42-га гвардійська навчальна мотострілецька дивізія (СРСР)
42-га гвардійська навчальна мотострілецька Євпаторійська Червонопрапорна дивізія (42 МСД, в/ч 29410, від 1987:28320) — колишня мотострілецька дивізія Радянської армії, яка існувала від 1957 до 1992 року. Створена 10 червня 1957 року, як 42-га гвардійська мотострілецька дивізія на основі 24-ї гвардійської стрілецької дивізії у місті Грозний, Чечено-Інгушська АРСР. Дивізія мала статус кадрованої, тому була укомплектована особовим складом і технікою лише на 20-25% (3000 осіб) від штатної чисельності. Від 18 жовтня 1960 року переформована на 42-гу гвардійську навчальну мотострілецьку дивізію. Від 14 вересня 1987 перетворена на 173-й гвардійський окружний навчальний центр, розформований 4 січня 1992 року.

## Історія
Створена 10 червня 1957 року, як 42-га гвардійська мотострілецька дивізія на основі 24-ї гвардійської стрілецької дивізії у місті Грозний, Чечено-Інгушська АРСР.
Від 18 жовтня 1960 року переформована на 42-гу гвардійську навчальну мотострілецьку дивізію.
Реорганізація від 19 лютого 1962 року:
- створено 524-й окремий навчальний ремонтно-відновлювальний батальйон
- створено 95-й окремий навчальний ракетний дивізіон

У 1968 році 539-й окремий гвардійський навчальний саперний батальйон було перейменовано на 539-й окремий гвардійський навчальний інженерно-саперний батальйон.
У листопаді 1972 року було створено 0000 окремий навчальний протитанковий артилерійський дивізіон.
Від 14 вересня 1987 року перетворено на 173-й гвардійський окружний навчальний центр.
Розформовано 4 січня 1992 року.

## Структура
Протягом історії з'єднання його стурктура та склад неодноразово змінювались.

### 1960
- 70-й гвардійський мотострілецький полк (Грозний, Чечено-Інгушська АРСР)
- 71-й гвардійський мотострілецький полк (Грозний, Чечено-Інгушська АРСР)
- 72-й гвардійський мотострілецький полк (Грозний, Чечено-Інгушська АРСР)
- 392-й танковий полк (Шалі, Чечено-Інгушська АРСР)
- 50-й гвардійський артилерійський полк (Грозний, Чечено-Інгушська АРСР)
- 1203-й зенітний артилерійський полк (Грозний, Чечено-Інгушська АРСР)
- 417-й окремий розвідувальний батальйон (Грозний, Чечено-Інгушська АРСР)
- 539-й окремий гвардійський саперний батальйон (Шалі, Чечено-Інгушська АРСР)
- 479-й окремий гвардійський батальйон зв'язку (Грозний, Чечено-Інгушська АРСР)
- 000 окрема рота хімічного захисту (Грозний, Чечено-Інгушська АРСР)
- 106-й окремий санітарно-медичний батальйон (Грозний, Чечено-Інгушська АРСР)
- 367-й окремий автомобільний транспортний батальйон (Грозний, Чечено-Інгушська АРСР)

### 1970
- 70-й гвардійський навчальний мотострілецький полк (Грозний, Чечено-Інгушська АРСР)
- 71-й гвардійський навчальний мотострілецький полк (Грозний, Чечено-Інгушська АРСР)
- 72-й гвардійський навчальний мотострілецький полк (Грозний, Чечено-Інгушська АРСР)
- 392-й навчальний танковий полк (Шалі, Чечено-Інгушська АРСР)
- 50-й гвардійський навчальний артилерійський полк (Грозний, Чечено-Інгушська АРСР)
- 1203-й навчальний зенітний артилерійський полк (Грозний, Чечено-Інгушська АРСР)
- 95-й окремий навчальний ракетний дивізіон (Грозний, Чечено-Інгушська АРСР)
- 417-й окремий навчальний розвідувальний батальйон (Грозний, Чечено-Інгушська АРСР)
- 539-й окремий гвардійський навчальний інженерно-саперний батальйон (Шалі, Чечено-Інгушська АРСР)
- 479-й окремий гвардійський навчальний батальйон зв'язку (Грозний, Чечено-Інгушська АРСР)
- 000 окрема навчальна рота РХБЗ (Грозний, Чечено-Інгушська АРСР)
- 524-й окремий навчальний ремонтно-відновлювальний батальйон (Шалі, Чечено-Інгушська АРСР)
- 106-й окремий навчальний санітарно-медичний батальйон (Грозний, Чечено-Інгушська АРСР)
- 367-й окремий навчальний автомобільний транспортний батальйон (Грозний, Чечено-Інгушська АРСР)

### 1980
- 70-й гвардійський навчальний мотострілецький полк (Грозний, Чечено-Інгушська АРСР)
- 71-й гвардійський навчальний мотострілецький полк (Грозний, Чечено-Інгушська АРСР)
- 72-й гвардійський навчальний мотострілецький полк (Грозний, Чечено-Інгушська АРСР)
- 392-й навчальний танковий полк (Шалі, Чечено-Інгушська АРСР)
- 50-й гвардійський навчальний артилерійський полк (Грозний, Чечено-Інгушська АРСР)
- 1203-й навчальний зенітний артилерійський полк (Грозний, Чечено-Інгушська АРСР)
- 95-й окремий навчальний ракетний дивізіон (Грозний, Чечено-Інгушська АРСР)
- 0000 окремий навчальний протитанковий артилерійський дивізіон (Грозний, Чечено-Інгушська АРСР) - розформований в середині 1980-х
- 417-й окремий навчальний розвідувальний батальйон (Грозний, Чечено-Інгушська АРСР)
- 539-й окремий гвардійський навчальний інженерно-саперний батальйон (Шалі, Чечено-Інгушська АРСР)
- 479-й окремий гвардійський навчальний батальйон зв'язку (Грозний, Чечено-Інгушська АРСР)
- 000 окрема навчальна рота РХБЗ (Грозний, Чечено-Інгушська АРСР)
- 524-й окремий навчальний ремонтно-відновлювальний батальйон (Шалі, Чечено-Інгушська АРСР)
- 106-й окремий навчальний санітарно-медичний батальйон (Грозний, Чечено-Інгушська АРСР)
- 367-й окремий навчальний автомобільний транспортний батальйон (Грозний, Чечено-Інгушська АРСР)

### 1988
- 70-й гвардійський навчальний мотострілецький полк (Грозний, Чечено-Інгушська АРСР)
- 71-й гвардійський навчальний мотострілецький полк (Грозний, Чечено-Інгушська АРСР)
- 72-й гвардійський навчальний мотострілецький полк (Грозний, Чечено-Інгушська АРСР)
- 392-й навчальний танковий полк (Шалі, Чечено-Інгушська АРСР)
- 50-й гвардійський навчальний артилерійський полк (Грозний, Чечено-Інгушська АРСР)
- 1203-й навчальний зенітний артилерійський полк (Грозний, Чечено-Інгушська АРСР)
- 95-й окремий навчальний ракетний дивізіон (Грозний, Чечено-Інгушська АРСР)
- 417-й окремий навчальний розвідувальний батальйон (Грозний, Чечено-Інгушська АРСР)
- 539-й окремий гвардійський навчальний інженерно-саперний батальйон (Шалі, Чечено-Інгушська АРСР)
- 479-й окремий гвардійський навчальний батальйон зв'язку (Грозний, Чечено-Інгушська АРСР)
- 000 окрема навчальна рота РХБЗ (Грозний, Чечено-Інгушська АРСР)
- 524-й окремий навчальний ремонтно-відновлювальний батальйон (Шалі, Чечено-Інгушська АРСР)
- 106-й окремий навчальний санітарно-медичний батальйон (Грозний, Чечено-Інгушська АРСР)
- 367-й окремий навчальний автомобільний транспортний батальйон (Грозний, Чечено-Інгушська АРСР)

## Розташування
- Штаб (Грозний): 43 17 22N, 45 43 32E
- Грозненські казарми: 43 17 05N, 45 43 44E
- Шалійські казарми: 43 06 09N, 45 49 03E

## Оснащення
Оснащення на 19.11.90 (за умовами УЗЗСЄ):
- 70-й гвардійський навчальний мотострілецький полк: 31 Т-54, 12 БМП-2, 23 БМП-1, 6 БТР-70, 20 ПМ-38, 2 БМП-1КШ, 4 Р-145БМ, 1 РХМ, 1 МТ-ЛБТ та 1 МТУ-20
- 71-й гвардійський навчальний мотострілецький полк: 31 Т-54, 16 ПМ-38, 5 Р-145БМ та 1 МТУ-20
- 72-й гвардійський навчальний мотострілецький полк: 31 Т-54, 16 ПМ-38, 4 Р-145БМ та 1 МТУ-20
- 392-й навчальний танковий полк: 94 Т-54, 26 Т-72, 6 Т-62, 2 БМП-1КШ, 3 РХМ, 1 МТ-ЛБТ та 4 МТУ-20
- 50-й гвардійський навчальний артилерійський полк: 5 2С3 «Акація», 30 122-мм гаубиця Д-30, 3 2С12 «Сані», 6 ПМ-38 та 17 БМ-21 «Град»
- 1203-й навчальний зенітний артилерійський полк: 57мм С-60
- 95-й окремий навчальний ракетний дивізіон: 3 Р-145БМ
- 479-й окремий гвардійський навчальний батальйон зв'язку: 8 Р-145БМ
- 539-й окремий гвардійський навчальний інженерно-саперний батальйон: 1 УР-67